# Раутанен, Юрье Оскарович
Ю́рьё О́скарович Ра́утанен (фин. Yrjö Rautanen; 15 сентября 1896, Або — 2 марта 1937, Петрозаводск) — советский художник финского происхождения, скульптор, резчик по дереву; Председатель правления Союза советских художников Карелии (1936)

## Биография
Родился в семье рабочего. С 1912 года работал кондитером. В 1918 году принимал участие в гражданской войне в Финляндии на стороне красных. После поражения которых находился в финской тюрьме Эгня, откуда бежал в Швецию.
В 1920 году — курсант Петроградской Интернациональной военной школы. В том же году уезжает из РСФСР, жил и работал в Норвегии, Дании, Великобритании, Нидерландах, Уругвае, Аргентине, Бразилии, Кубе, Канаде.
В Шотландии был обвинен в коммунистической агитации и подвергся аресту. В тюрьме работал над гипсовыми композициями на революционные темы.
С 1923 по 1932 гг. жил и работал в г. Нью-Йорке.
С 1932 г. переехал в СССР. Работал в области скульптуры, использовал гипс, камень, дерево.
В 1932—1933 гг. Юрье Оскарович работал на лыжной фабрике в г. Петрозаводске.
С 1 января 1934 г. стал художником-скульптором Карельского краеведческого музея.
Наиболее известными работами Раутанена были «Красноармейский дозор», "Восстание сплавщиков, «Лесозаготовки», «Сплав», «Певцы рун». Перед смертью работал над бюстом «Сталин на фронте» и макетом «Бой у Сулажгоры».
Художник-скульптор Карельского государственного музея.
Член судейской коллегии комитета по физкультуре и спорту при СНК Карельской АССР.

Похоронен на Зарецком кладбище в г. Петрозаводске.